# Аркадиј Давидович
Аркадиј Давидович (право име рус. Адольф Филиппович Фрейдберг, 12. јуна 1930 — Вороњеж, 25. фебруар 2021) био је руски писац и афористичар. Аутор је више од 60.000 објављених афоризама. Сматра се једним од најбољих руских и европских афористичара.

## Биографија
Аркадиј Давидович рођен је у породици лекара, јеврејског порекла: отац Филип Абрамович био је венеролог, а мајка Раиса Соломоновна — дечји лекар.
Године 1953. дипломирао је на Пољопривредном институту и радио је као предавач у школи за механичаре.
У совјетско време Давидович је објављивао у сатиричном листу „Крокодил“ под псеудонимима Јулије Цезар, Ернест Хемингвеј, Оноре де Балзак, А. Давид, франуски писац, а његови радови објављивани су у рубрици „Хумор с разних меридијана“.
Давидовичеви афоризми укључени су у бројне антологије и зборнике афоризама. Сопственим средствима објавио је више од двадесет зборника самиздата. Аутор је великог броја филозофски интонираних, тематски разуђених, значењски вишеслојних и раскошним хумором прожетих афоризама. Тематска разуђеност афоризама Аркадија Давидовича је фасцинантна – нема теме којој није посветио пажњу. Но, само време призива – и интерне друштвене прилике и светска криза донели су превагу сатиричног афоризма. Последњих година Давидович је предњачио по броју афоризама руских аутора објављених у зборницима „Антологија мудрости“, „Антологија мисли у афоризмима“, „Мудрост Русије“, „Нова књига афоризама“, „Велика књига афоризама“, у којима је био раме уз раме са ауторима као што су Станислав Јежи Лец, Фридрих Ниче, Лав Толстој, Артур Шопенхауер и други мислиоци.
Године 1976. Аркадиј Давидович, заједно са сликарком Валентином Золотих основао је у свом дому у Вороњежу јединствен у свету Музеј афористике.
Године 2012. круг људи који поштују стваралаштво Аркадија Давидовича основали су фан-клуб. Овај клуб је уз интелектуалну и материјалну подршку, као и покровитељство „Фонда Ховански“ започео образовно-просветни пројекат „Афоризам као реч са Великим словом“. Садржај овог пројекта је обука заинтересованих кроз ауторске афоризме. Године 2013. пројекат је почео да се реализује и у вороњешком органку Московског хуманитарно-економског института.

## Стваралаштво
У мају 2015. године у вороњешком обласном Дому новинара одржана је презентација првог зборника афоризама «JE SUIS DAVIDOWITZ» из циклуса «Декалингви Давидовича», укључујући преводе афоризама с руског на десет светских језика, који се налазе у четири језичке групе (индоевропска, афроазијска, угро-финска и кавкаска), међу којима су српски, фарси, хинду, хебрејски, грчки, енглески, италијански, шпански, грузијски и мађарски.
У октобру 2016. године објављен је зборник «Давидовичъ — любомудръ словѣнский» на свим најважнијим словенским језицима — белоруском, украјинском, пољском, словачком, кашупском, лужичкосрпском, чешком, словеначком, бугарском, македонском и српском. Превод на српски су урадили А. Драгић, М. Софранас и други. Овај Зборник је посвећен 150. годишњици зборника „Словенски весник“, који је покренуо А. А. Ховански 1866. године, уочи првог Московског Словенског конгреса, одржаног 1867. године.
У фебруару 2017. године Давидович је добио награду Удружења књижевника Србије „Екселенција сатире“, као најбољи страни сатиричар. У августу 2017. године у Србији је објављена Антологија савременог руског афоризма „Велико у малом“, коју је приредио и превео Александар Чотрић, у којој је, међу 190 заступљених афористичара, Давидович аутор са највећим бројем афоризама.
Октобра 2017. године Давидовичу је додељена награда Сатира феста 2017 „Златни круг“ за афирмацију сатире у свету.

## Дела
- JE SUIS DAVIDOWITZ
- Давидовичъ — любомудръ словѣнский